# حلیم بن مبروک
حلیم بن مبروک (عربی: عبد الحميد حليم بن مبروك؛ زادهٔ ۲۵ ژوئن ۱۹۶۰) یک بازیکن فوتبال اهل فرانسه است.
از باشگاه‌هایی که در آن بازی کرده‌است می‌توان به لیون و بوردو اشاره کرد. وی عضو تیم ملی فوتبال الجزایر در جام جهانی فوتبال ۱۹۸۶ بوده است.